# Byeongjeom-dong
Byeongjeom-dong (koreanska: 병점동) är en stadsdel i kommunen Hwaseong i provinsen Gyeonggi i den nordvästra delen av Sydkorea,  40 km söder om huvudstaden Seoul.

## Indelning
Administrativt är Byeongjeom-dong indelat i:
| Namn    | Namn                  | Yta i km² | Invånare 31 dec 2019 |
| ------- | --------------------- | --------- | -------------------- |
| 병점1동 | Byeongjeom 1(il)-dong | 1,45      | 28 801               |
| 병점2동 | Byeongjeom 2(i)-dong  | 1,04      | 24 856               |